# Azra Akin
Azra Akin là một người mẫu người Thổ Nhĩ Kỳ, cô mang hai quốc tịch Hà Lan và Thổ Nhĩ Kỳ. Akin là Hoa hậu Thế giới 2002.

## Tiểu sử
Cô sinh ngày 8 tháng 12 năm 1981 tại một thị trấn ở Hà Lan tên là Almelo, và cô trải qua tuổi thơ ở Hà Lan trong một gia đình người Thổ Nhĩ Kỳ.
Akin tham gia múa balê và thổi sáo. Lúc 17 tuổi, cô được chọn làm người mẫu cho công ty Elite Model năm 1998 tại Thổ Nhĩ Kỳ.
Năm 2002, Akin chiến thắng Hoa hậu Thế giới. Cô cũng đã chiến thắng trang phục dạ hội đẹp nhất tại cuộc thi.
Năm 200 cô thắng huy chương vàng khi tham gia vào một chương trình truyền hình thực tế ở Anh tên là The Games.
Akin cũng tham gia đóng phim truyền hình dài hạn có tên là Yağmur Zamanı.
Cô có thể nói lưu loát tiếng Hà Lan, Thổ Nhĩ Kỳ và tiếng Anh